# Sennar (Sudan)
Il Sennar (in arabo سنار‎?) è uno dei wilayat o stati del Sudan. 
Copre una superficie di 37844 km² ed ha una popolazione di 1 285 058 abitanti (2008).
Capoluogo è la città di Sennar (o Sinja). Le maggiori attività produttive della zona sono: l'agricoltura, nel terreno irrigato artificialmente di Suki, il grande zuccherificio alle porte della città di Sennar e le piantagioni di frutta (anche banane e manghi) nelle zone adiacenti alle sponde del Nilo Azzurro.